# Ourapteryx changi
Ourapteryx changi là một loài bướm đêm trong họ Geometridae.

## Hình ảnh

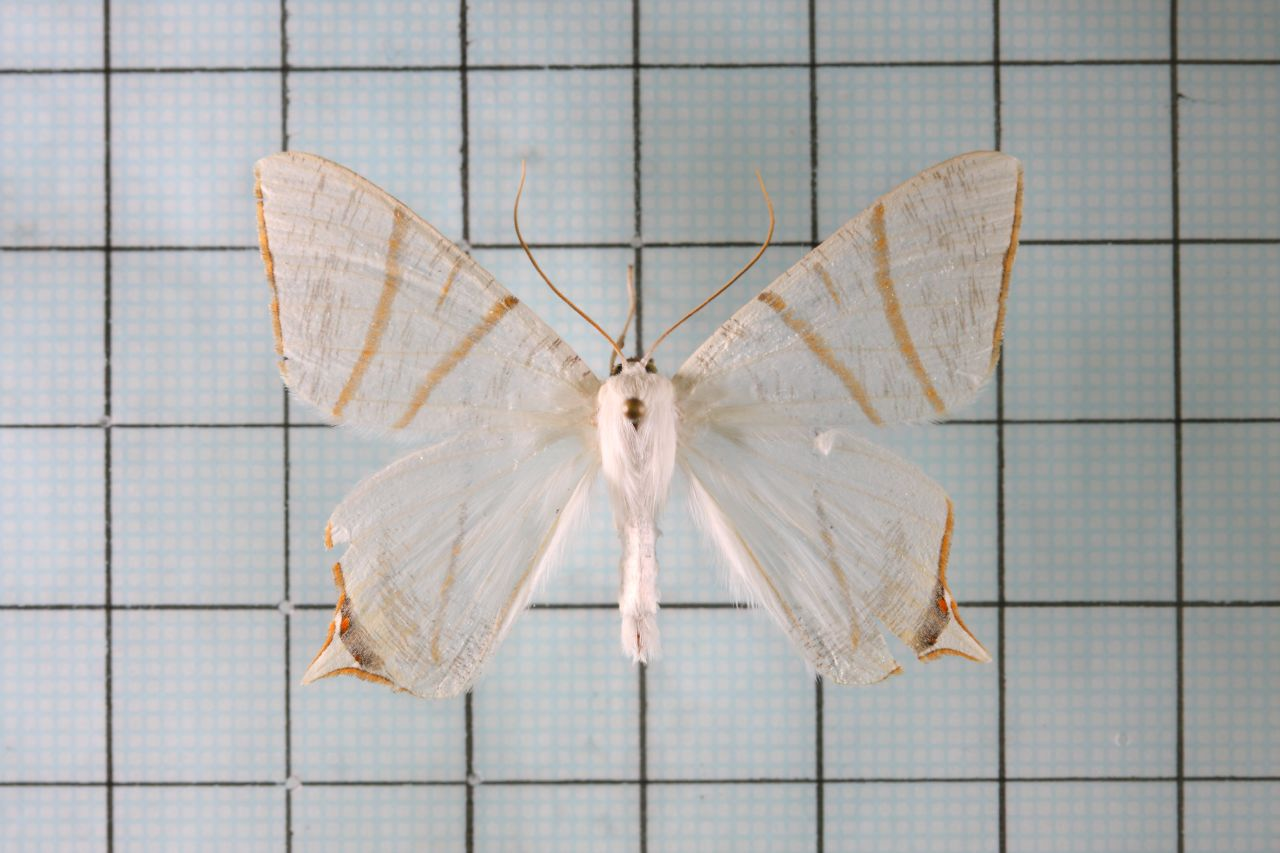
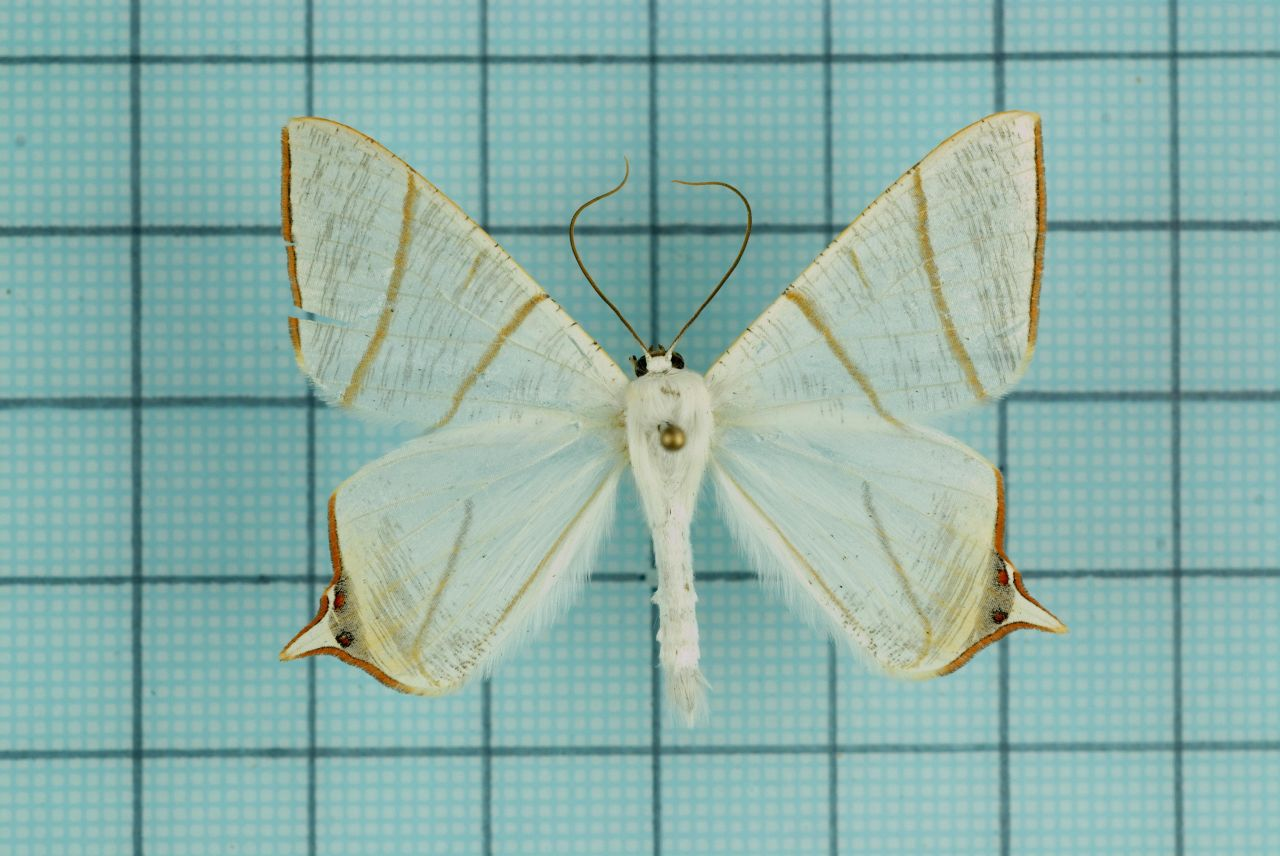
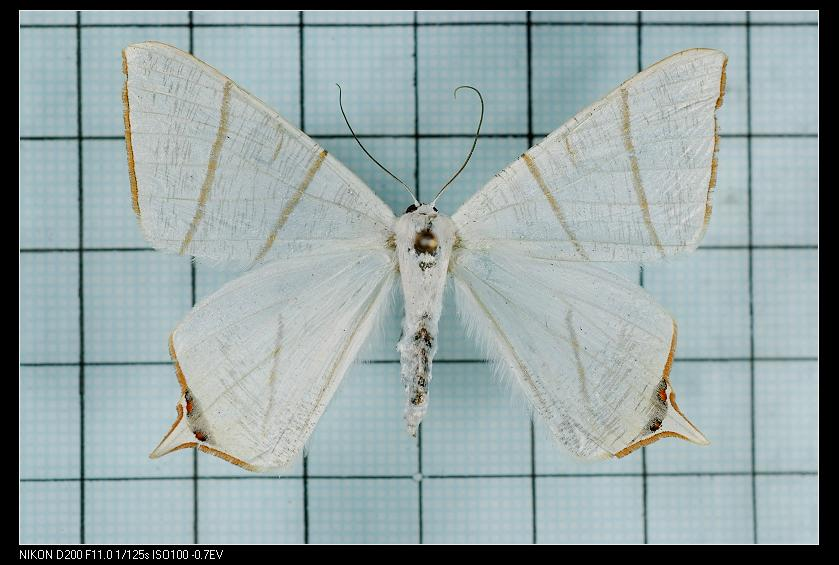
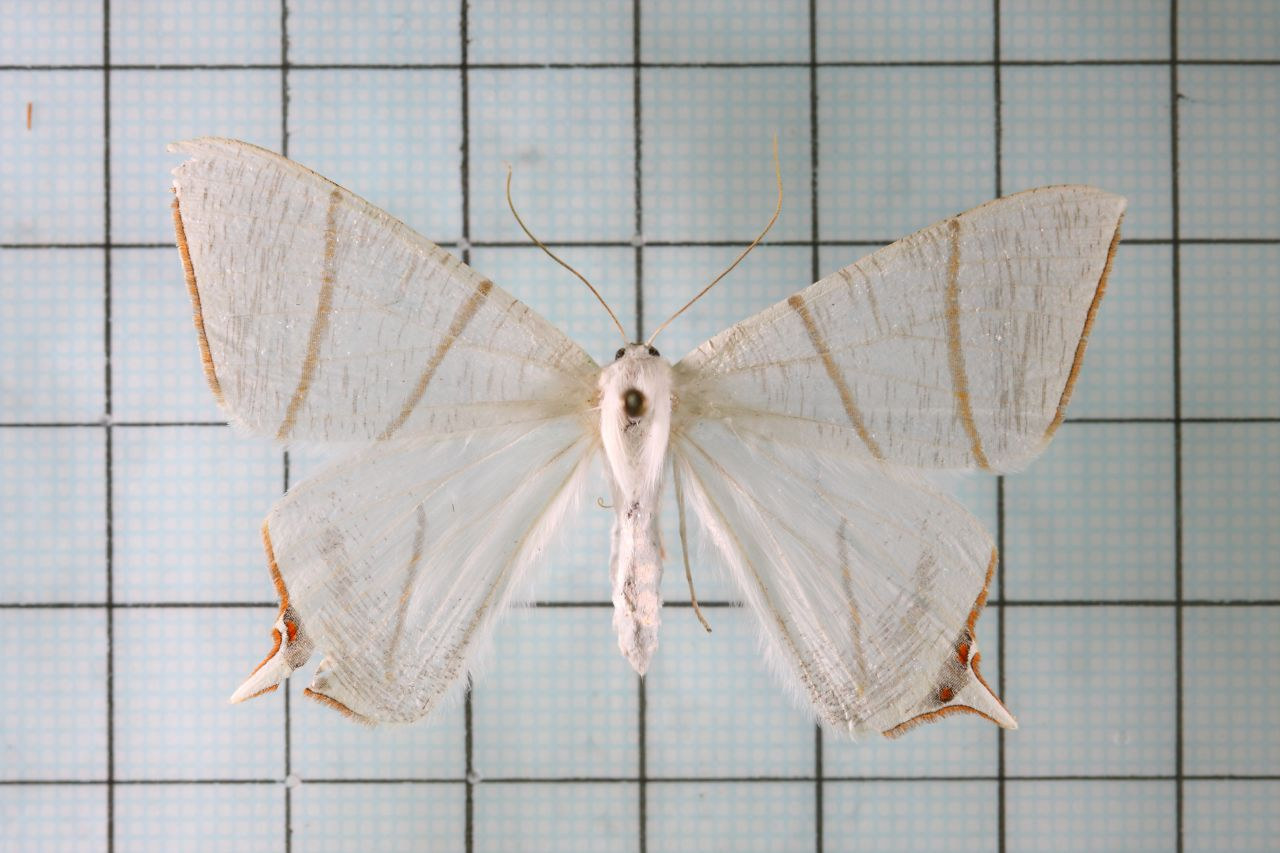